# Braxton (Mississippi)
Braxton é uma vila localizada no estado americano de Mississippi, no Condado de Simpson.

## Demografia
Segundo o censo americano de 2000, a sua população era de 181 habitantes. 
Em 2006, foi estimada uma população de 184, um aumento de 3 (1.7%).

## Geografia
De acordo com o United States Census Bureau tem uma área de 
1,5 km², dos quais 1,5 km² cobertos por terra e 0,0 km² cobertos por água. Braxton localiza-se a aproximadamente 104 m acima do nível do mar.

## Localidades na vizinhança
O diagrama seguinte representa as localidades num raio de 28 km ao redor de Braxton. 